# Thái Vân Linh
Thái Vân Linh (sinh ngày 10 tháng 4 năm 1977), thường được biết đến với tên gọi Shark Linh, là một nữ doanh nhân người Việt Nam. Bà nổi tiếng với vai trò là nhà đầu tư trong chương trình truyền hình thực tế Thương vụ bạc tỷ (Shark Tank Việt Nam) và là người sáng lập nhiều doanh nghiệp trong lĩnh vực thời trang và đào tạo kỹ năng.

## Tiểu sử
Thái Vân Linh sinh ra tại Quận 5, Thành phố Hồ Chí Minh. Năm 2 tuổi, bà cùng mẹ sang Mỹ định cư và lớn lên tại Los Angeles, California. Từ nhỏ, bà đã được mẹ dạy tiếng Việt và giữ gìn truyền thống văn hóa Việt Nam trong gia đình.

## Học vấn
Bà tốt nghiệp Cử nhân Quản trị Kinh doanh tại Đại học Nam California (University of Southern California) năm 1999. Năm 2006, bà hoàn thành chương trình Thạc sĩ Quản trị Kinh doanh (MBA) chuyên ngành tài chính tại Trường Wharton thuộc Đại học Pennsylvania.

## Sự nghiệp
Sau khi tốt nghiệp, Thái Vân Linh làm việc tại nhiều công ty lớn ở Mỹ như Stamps.com và The.tv Corporation với vai trò trong lĩnh vực marketing và kinh doanh quốc tế. Bà cũng từng làm việc tại ngân hàng đầu tư Banc of America Securities.
Năm 2008, bà quyết định trở về Việt Nam để phát triển sự nghiệp. Tại đây, bà đảm nhiệm nhiều vị trí quan trọng:
- Giám đốc Đầu tư tại DFJ VinaCapital, một trong những quỹ đầu tư mạo hiểm đầu tiên tại Việt Nam.
- Giám đốc Chiến lược và Vận hành tại VinaCapital.
- Tổng Giám đốc Công ty Cổ phần Vingroup Ventures, quỹ đầu tư mạo hiểm thuộc Tập đoàn Vingroup.

Bên cạnh đó, bà còn sáng lập và điều hành các doanh nghiệp:
- Rita Phil: Công ty thời trang chuyên thiết kế và sản xuất chân váy theo số đo, ra đời năm 2015.
- Skills Bridge: Công ty đào tạo kỹ năng làm việc trong môi trường văn phòng và kinh doanh.

## Tham giaThương vụ bạc tỷ
Từ năm 2017, Thái Vân Linh trở thành một trong những nhà đầu tư (Shark) của chương trình truyền hình thực tế Thương vụ bạc tỷ (Shark Tank Việt Nam). Bà là nữ "cá mập" duy nhất trong dàn nhà đầu tư mùa 1 và tiếp tục tham gia các mùa sau đó, mang đến nhiều lời khuyên và hỗ trợ cho các startup.

### Các thương vụ đầu tư nổi bật
Dưới đây là một số thương vụ đầu tư đáng chú ý của Shark Thái Vân Linh trong chương trình Thương vụ bạc tỷ:
| Tên Startup       | Lĩnh vực             | Số tiền cam kết | Tỷ lệ cổ phần | Ghi chú |
| ----------------- | -------------------- | --------------- | ------------- | --- |
| Gcalls            | Công nghệ viễn thông | 23 tỷ VNĐ       | 45%           | Giải pháp tổng đài ảo cho doanh nghiệp nhỏ và vừa. Đây là thương vụ có giá trị lớn nhất của Shark Linh trong chương trình. |
| WisePass          | Công nghệ tiêu dùng  | 500.000 USD     | 35%           | Ứng dụng dịch vụ thuê bao hàng tháng, cung cấp ưu đãi hàng ngày cho thành viên.                                            |
| Transform Studio  | Thời trang           | 3,1 tỷ VNĐ      | 51%           | Sản xuất đồ hóa trang; đầu tư cùng Shark Vương.                                                                            |
| Vườn rau nhà mình | Nông nghiệp hữu cơ   | 2,5 tỷ VNĐ      | 51%           | Dịch vụ trồng và giao rau hữu cơ theo yêu cầu; đầu tư cùng Shark Vương.                                                    |
| Khu vườn của mẹ   | Thực phẩm chức năng  | 3 tỷ VNĐ        | 45%           | Sản phẩm từ cỏ lúa mì; đầu tư cùng Shark Khoa và Shark Hưng.                                                               |
| Cocolala          | Đồ uống              | 2 tỷ VNĐ        | 30%           | Sản phẩm dừa xiêm xanh bật nắp.                                                                                            |
| CDTS              | Sản xuất đồng phục   | 5 tỷ VNĐ        | 36%           | Đồng phục bảo hộ lao động; đầu tư cùng Shark Việt.                                                                         |
| ShoeX             | Công nghệ thời trang | 4 tỷ VNĐ        | 36%           | Ứng dụng Scan Fit công nghệ đóng giày 4.0; đầu tư cùng Shark Hưng.                                                         |
| Student Life Care | Dịch vụ du học       | 300.000 USD     | 33%           | Dịch vụ hỗ trợ du học sinh ở nước ngoài.                                                                                   |

Tổng số tiền cam kết đầu tư của Shark Linh sau 4 mùa là khoảng 57,6 tỷ VNĐ. 

## Đời tư
Thái Vân Linh kết hôn với Kevin Yee vào năm 2012. Họ có hai con gái. Gia đình là nguồn động lực lớn giúp bà cân bằng giữa công việc và cuộc sống cá nhân.